# Ejido Tabasco
Ejido Tabasco ist ein Ort im Gemeindebezirk (delegación) Ciudad Morelos des Municipio (Gemeinde) Mexicali im mexikanischen Bundesstaat Baja California. Er liegt nahe der Grenze zum US-Bundesstaat Arizona und zum mexikanischen Bundesstaat Sonora, 5 km östlich der Ortschaft Tecolotes (Delegación Benito Juárez) und 8 km südwestlich des Ortes Ciudad Morelos. Nächste größere Stadt ist San Luis Río Colorado. 